# Isidoor Trappeniers
Isidoor Trappeniers (Zaventem, 14 februari 1902 - Moulins, Frankrijk, 16 juli 1971) was een Belgisch senator en burgemeester.

## Levensloop
Trappeniers, getrouwd met Theresia Verbiest, met wie hij drie kinderen kreeg, was beroepshalve gemeenteambtenaar in Schaarbeek. Nadat hij gepensioneerd was, werd hij politiek actief. Hij was in Zaventem socialistisch gemeenteraadslid (1933-1970), maar werd toen benoemd tot burgemeester (1947-1967) aan het hoofd van een socialistische meerderheid. Hij nam na twintig jaar ontslag om gezondheidsredenen.
In 1961 werd hij verkozen tot socialistisch senator voor het arrondissement Brussel en vervulde dit mandaat tot in 1968.
Vanaf 1928 was hij voorzitter van de beheerraad van het Brussels Volkshuis. Hij was beheerder van de Federatie van Socialistische Mutualiteiten van Brabant (FSMB) en van Coop-Dépôts. Hij was ook voorzitter van de Zaventemse maatschappij voor goedkope woningen.
In Zaventem is er het Woon- en Zorgcentrum Isidoor Trappeniers.